# PalaBubani
Il PalaBubani è, per dimensioni, il secondo palazzo dello sport della città di Faenza.
Inaugurato nel 26 dicembre 1961 con l'amichevole internazionale di basket tra il Club Atletico Faenza e le francesi del Nizza, il PalaBubani è  stato la casa delle principali formazioni faentine di pallacanestro e di pallavolo, tra cui, fino al 2007 il Club Atletico Faenza.
 
Fino al 2019 poteva ospitare solo 99 persone, ma a seguito della ristrutturazione può ospitarne quasi 1000.
È intitolato all'ingegnere Dino Bubani, progettista della struttura e dirigente del Club Atletico Faenza per molti anni.